# Mehwas
Els estats Mehwas eren un grup de sis estats tributaris protegits al districte de Khandesh (a l'extrem occidental) a la presidència de Bombai, a la part oest de les muntanyes Satpura entre els rius Narbada i Tapti. Agafaven el nom de la regió on es trobaven, Mehwas. La seva població el 1901 era de 14.639 entre tots amb uns ingressos estimats de 70.000 rupies. La població és majoritàriament bhil. Els sis estats foren: 
- Chikhli
- Kathi
- Raisingpur o Gawholi o Gauli
- Singpur
- Nala
- Nawalpur

El príncep de Chikli tenia les seves terres en feu de Rajpipla; Jiva, fundador de la nissaga, aprofitant les turbulències del seu temps, prengué el control de 84 pobles. Els britànics li van assignar tres mil rúpies de subsidi per mantenir una força de policia; el subsidi es va mantenir sota Ram Singh (1854-1874) i els seus successors.
El cap de Raisingpur era també feudatari de Rajpipla i quan es va revoltar fou derrotat pels Gaikwar de Baroda (entre 1763 i 1813).
Els altres quatre prínceps foren feudataris del sobirà de Budhawal (Budaval) però el 1845 quan aquest darrer fou deposat acusat de connivència amb els robatoris a la zona, i el seu estat va passar per lapse als britànics quedant els quatre estats independents.